# Новикова, Валентина Викторовна
Валенти́на Ви́кторовна Но́викова (род. 5 января 1984, СССР) — российская лыжница, призёр этапа Кубка мира, двукратная чемпионка мира среди юниоров, трёхкратная чемпионка Универсиады, многократная чемпионка России. Мастер спорта международного класса. Универсал, одинаково успешно выступает и в спринтерских и в дистанционных гонках.

## Карьера
На юниорском уровне Новикова два раза побеждала на чемпионате мира, а на молодёжном чемпионате мира была вице-чемпионкой мира в спринте.
В Кубке мира Новикова дебютировала 18 февраля 2004 года, в феврале 2011 года единственный раз в карьере попала в тройку лучших на этапе Кубка мира, в эстафете. Кроме этого имеет на своём счету 9 попаданий в десятку лучших на этапах Кубка мира, 3 в личных и 6 в командных гонках. Лучшим достижением Новиковой в общем итоговом зачёте Кубка мира является 34-е место в сезоне 2009/10.
За свою карьеру принимала участие в одном чемпионате мира, на чемпионате мира 2011 года в Хольменколлене заняла 21-е место в гонке на 10 км классическим стилем, 26-е место в скиатлоне 7,5+7,5 км, 17-е место в масс-старте на 30 км и 6-е место в эстафете.
Использует лыжи производства фирмы Fischer.